# Liste der Kulturdenkmale in Trebendorf
In der Liste der Kulturdenkmale in Trebendorf sind die Kulturdenkmale der sächsischen Gemeinde Trebendorf verzeichnet, die bis März 2019 vom Landesamt für Denkmalpflege Sachsen erfasst wurden (ohne archäologische Kulturdenkmale). Die Anmerkungen sind zu beachten.
Diese Aufzählung ist eine Teilmenge der Liste der Kulturdenkmale im Landkreis Görlitz.

## Liste der Kulturdenkmale in Trebendorf
| Bild                                    | Bezeichnung                                                                                | Lage | Datierung | Beschreibung | ID       |
| --------------------------------------- | ------------------------------------------------------------------------------------------ | --- | --- | --- | -------- |
| Direkt Bild zu diesem Denkmal hochladen | Eisenbahnstrecke mit historischer Trasse als Sachgesamtheitsteil (Waldeisenbahn Muskau)    | (Gemarkung Trebendorf, Flur 6 und 7, Flurstück 56/4; Gemarkung Mühlrose, Flur 12, Flurstücke 20/3, 20/6 und 20/9) (Karte) | Ab 1895, Inbetriebnahme um 1900, Erweiterung bis 1960, Teilrückbau und -neuverlegung 2014–2017                              | Sachgesamtheitsbestandteil der Sachgesamtheit Waldeisenbahn Muskau (siehe auch Sachgesamtheit 08975856), eisenbahngeschichtlich und ortsgeschichtlich von Bedeutung Infolge der Inanspruchnahme des Streckenendes der Tonbahn durch den Tagebau Nochten und der damit verbundenen Neuverlegung von Gleisen vom Ende des Bestandsgleises zum Turm am Schweren Berg ist nur noch ein rund 700 Meter langer Teil der Strecke entlang der Kreisstraße zwischen Weißwasser und Trebendorf im Gemeindegebiet vorhanden. | 09303051 |
| Direkt Bild zu diesem Denkmal hochladen | Bauernhaus mit anschließendem Stall und Backhaus eines Bauernhofes                         | Alte Dorfstraße 6 (Karte)                                                                                                 | Um 1800 (Bauernhaus); um 1900 (Bauernhof)                                                                                   | Baugeschichtlich und wirtschaftsgeschichtlich von Bedeutung | 09285594 |
| Weitere Bilder                          | Schrotholzhaus eines Bauernhofs                                                            | Alte Dorfstraße 19 (Karte)                                                                                                | Um 1850 | Giebel verbrettert, baugeschichtlich und sozialgeschichtlich von Bedeutung | 09285596 |
| Weitere Bilder                          | Schrotholzhaus und Backhaus                                                                | Alte Dorfstraße 20 (Karte)                                                                                                | Um 1850 | Backhaus Klinker, baugeschichtlich und sozialgeschichtlich von Bedeutung | 09285590 |
| Weitere Bilder                          | Schrotholzhaus eines Bauernhofs                                                            | Alte Dorfstraße 45 (Karte)                                                                                                | Um 1850 | Baugeschichtlich und sozialgeschichtlich von Bedeutung | 09285597 |
| Weitere Bilder                          | Wohnhaus                                                                                   | Am See 2 (Karte) | Um 1900 | Klinker gelb mit rot, baugeschichtlich von Bedeutung; irrtümlich unter Am See 3 in der offiziellen Denkmalliste geführt | 09285600 |
| Weitere Bilder                          | Bauernhaus und drei Seitengebäude eines Bauernhofes                                        | Am See 10 (Karte) | Bezeichnet mit 1905 | Baugeschichtlich und wirtschaftsgeschichtlich von Bedeutung | 09285601 |
| Direkt Bild zu diesem Denkmal hochladen | Schrotholzwohnhaus mit massivem Stallteil und Scheune                                      | Hinterberg (alt) 18 (Karte)                                                                                               | 19. Jahrhundert | Lehmfachwerkscheune, baugeschichtlich und sozialgeschichtlich von Bedeutung | 09285588 |
| Weitere Bilder                          | Schrotholzhaus                                                                             | Kranichweg 3 (Karte) | Um 1850 | Verbrettert, baugeschichtlich und sozialgeschichtlich von Bedeutung | 09285599 |
| Weitere Bilder                          | Friedhofshalle sowie Kriegerdenkmale für die Gefallenen des Ersten und Zweiten Weltkrieges | Tiergartenstraße 2 (auf dem Friedhof) (Karte)                                                                             | Bezeichnet mit 1862 (Feierhalle); nach 1918 (Kriegerdenkmal Erster Weltkrieg); nach 1945 (Kriegerdenkmal Zweiter Weltkrieg) | Geschichtlich von Bedeutung | 09303025 |
| Weitere Bilder                          | Sowjetischer Ehrenfriedhof (Sachgesamtheit)                                                | Tiergartenstraße 2 (Karte)                                                                                                | Nach 1945 | Sachgesamtheit Sowjetischer Ehrenfriedhof mit folgenden Einzeldenkmalen: Denkmal mit Sowjetstern und Einfriedung (siehe Einzeldenkmal 09285602) sowie Soldatenfriedhof als Sachgesamtheitsteil; geschichtlich von Bedeutung | 09303024 |
| Weitere Bilder                          | Denkmal mit Sowjetstern und Einfriedung (Einzeldenkmal zu ID-Nr. 09303024)                 | Tiergartenstraße 2 (Karte)                                                                                                | Nach 1945 | Einzeldenkmal der Sachgesamtheit Sowjetischer Ehrenfriedhof; geschichtlich von Bedeutung | 09285602 |
| Weitere Bilder                          | Bauernhaus, zwei Seitengebäude und Schrotholzscheune eines Bauernhofes                     | Tiergartenstraße 15 (Karte)                                                                                               | Um 1900 (Bauernhof); um 1850 (Scheune)                                                                                      | Alle Bauten Klinker, ein Seitengebäude mit Durchfahrt, baugeschichtlich und wirtschaftsgeschichtlich von Bedeutung | 09285591 |

## Liste der Kulturdenkmale in Mühlrose
Im Februar 2019 bestätigte die Lausitz Energie Bergbau AG (LEAG), das Dorf Mühlrose für die Erweiterung des Tagebaus Nochten in Anspruch zu nehmen. Die rund 200 Einwohner sollen umgesiedelt und das Dorf anschließend abgerissen werden. Der Ortsteil Ruhlmühle ist davon nicht betroffen.

| Bild           | Bezeichnung | Lage                       | Datierung                                                  | Beschreibung                                                                     | ID       |
| -------------- | --- | -------------------------- | ---------------------------------------------------------- | -------------------------------------------------------------------------------- | -------- |
|                | Schrotholzscheune | Dorfstraße 12 (Karte)      | Um 1850                                                    | Baugeschichtlich und sozialgeschichtlich von Bedeutung                           | 09285566 |
| Weitere Bilder | Bauernhaus (mit Schrotholzresten) und drei Seitengebäude eines Bauernhofes                                                  | Dorfstraße 37 (Karte)      | Um 1850                                                    | Baugeschichtlich und wirtschaftsgeschichtlich von Bedeutung                      | 09285568 |
|                | Schrotholzscheune | Dorfstraße 45 (Karte)      | Um 1850                                                    | Baugeschichtlich und sozialgeschichtlich von Bedeutung                           | 09285570 |
|                | Kriegerdenkmal für die Gefallenen des Ersten Weltkriegs                                                                     | Kindergartenweg (Karte)    | Nach 1918                                                  | Findling auf gemauertem Sockel, Stahlhelmrelief, ortsgeschichtlich von Bedeutung | 09285565 |
|                | Bauernhaus mit Hofdurchfahrt, Wirtschaftsanbau im Winkel und zwei Schrotholzscheunen, in der rechten Scheune Dreschmaschine | Kindergartenweg 16 (Karte) | 1788 (Schrotholzscheune); um 1900 (Bauernhaus und Scheune) | Baugeschichtlich und wirtschaftsgeschichtlich von Bedeutung                      | 09285564 |
| Weitere Bilder | Bauernhaus und drei Seitengebäude eines Vierseithofes                                                                       | Kohlebahnweg 87 (Karte)    | Ende 19. Jahrhundert                                       | Klinker, baugeschichtlich und wirtschaftsgeschichtlich von Bedeutung             | 09285563 |
|                | Wohnhaus | Ruhlmühle 102 (Karte)      | Um 1900                                                    | Bestehend aus zwei Teilen, gelber Backstein, baugeschichtlich von Bedeutung      | 09286624 |

### Ehemalige Denkmäler (Mühlrose)
| Bild                                    | Bezeichnung                                           | Lage                  | Datierung            | Beschreibung | ID       |
| --------------------------------------- | ----------------------------------------------------- | --------------------- | -------------------- | --- | -------- |
| Direkt Bild zu diesem Denkmal hochladen | Tierpark mit Wegeführung                              | (Flur 12) (Karte)     | 1780                 | Zentraler Teil als Englischer Park mit Laubbäumen, Forst besteht aus Nadelbäumen, abgesteckt und angelegt als Jagdgebiet 1780, von Fürst Pückler 1830 verändert, ortsgeschichtlich und landschaftsgestaltend von Bedeutung. Zwischen 2019 und 2024 aus der Denkmalliste gestrichen. | 09286005 |
| Weitere Bilder                          | Bauernhaus und drei Seitengebäude eines Bauernhofs    | Am Damm 27 (Karte)    | Ende 19. Jahrhundert | Klinker, bau- und wirtschaftsgeschichtlich von Bedeutung. Im März/April 2019 abgerissen. | 09285562 |
| Weitere Bilder                          | Bauernhaus und drei Seitengebäude eines Vierseithofes | Dorfstraße 43 (Karte) | Ende 19. Jahrhundert | Klinker, bau- und wirtschaftsgeschichtlich von Bedeutung. 2023 abgerissen. | 09285567 |
|                                         | Schule                                                | Schulweg 108 (Karte)  | Um 1910              | Ortsgeschichtlich von Bedeutung. 2023 oder 2024 abgerissen. | 09288664 |

## Tabellenlegende
- Bild: Bild des Kulturdenkmals, ggf. zusätzlich mit einem Link zu weiteren Fotos des Kulturdenkmals im Medienarchiv Wikimedia Commons. Wenn man auf das Kamerasymbol klickt, können Fotos zu Kulturdenkmalen aus dieser Liste hochgeladen werden:
- Bezeichnung: Denkmalgeschützte Objekte und ggf. Bauwerksname des Kulturdenkmals
- Lage: Straßenname und Hausnummer oder Flurstücknummer des Kulturdenkmals. Die Grundsortierung der Liste erfolgt nach dieser Adresse. Der Link (Karte) führt zu verschiedenen Kartendiensten mit der Position des Kulturdenkmals. Fehlt dieser Link, wurden die Koordinaten noch nicht eingetragen. Sind diese bekannt, können sie über ein Tool mit einer Kartenansicht einfach nachgetragen werden. In dieser Kartenansicht sind Kulturdenkmale ohne Koordinaten mit einem roten bzw. orangen Marker dargestellt und können durch Verschieben auf die richtige Position in der Karte mit Koordinaten versehen werden. Kulturdenkmale ohne Bild sind an einem blauen bzw. roten Marker erkennbar.
- Datierung: Baubeginn, Fertigstellung, Datum der Erstnennung oder grobe zeitliche Einordnung entsprechend des Eintrags in der sächsischen Denkmaldatenbank
- Beschreibung: Kurzcharakteristik des Kulturdenkmals entsprechend des Eintrags in der sächsischen Denkmaldatenbank, ggf. ergänzt durch die dort nur selten veröffentlichten Erfassungstexte oder zusätzliche Informationen
- ID: Vom Landesamt für Denkmalpflege Sachsen vergebene, das Kulturdenkmal eindeutig identifizierende Objekt-Nummer. Der Link führt zum PDF-Denkmaldokument des Landesamtes für Denkmalpflege Sachsen. Bei ehemaligen Kulturdenkmalen können die Objektnummern unbekannt sein und deshalb fehlen bzw. die Links von aus der Datenbank entfernten Objektnummern ins Leere führen. Ein ggf. vorhandenes Icon  führt zu den Angaben des Kulturdenkmals bei Wikidata.